# Celeno (pleiade)
Celeno (in greco antico Κελαινώ) è un personaggio della mitologia greca ed una delle Pleiadi, figlie del primo leggendario re della Mauretania, il titano Atlante e di Pleione.

## Mitologia
Celeno fu amata da Poseidone e fu resa madre di Lico, Nitteo, Euripilo e forse di Tritone.
Secondo alcune leggende era anche la madre di Deucalione e Chimera, avuti da Prometeo e di Caucone.